# Tumbling

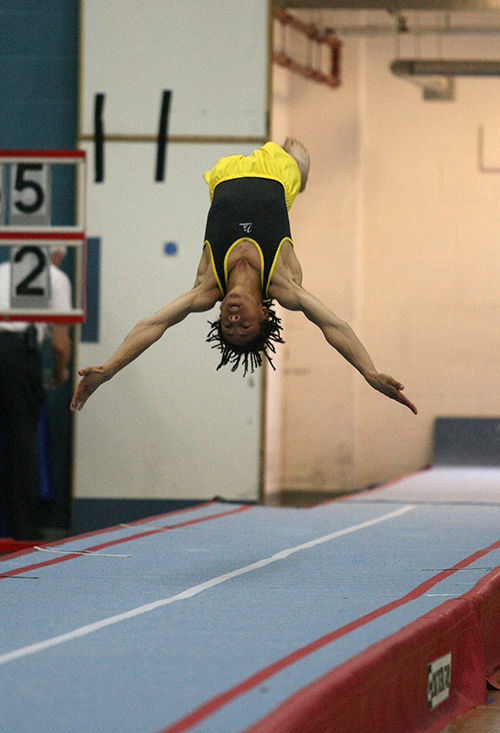
Le gymnaste britannique Jordan Ramos, spécialiste du tumbling, en 2008.

Le tumbling (de l'anglais to tumble signifiant « culbuter ») est un sport de gymnastique acrobatique qui se pratique sur une piste gonflable mesurant 25 mètres de long par 1,5 mètre de large. Elle est précédée d'une piste d'élan de 10,5 mètres et suivie d'un tapis de réception de 20 cm d'épaisseur et d'un surtapis de 10 cm.
Le tumbleur effectue une série de 8 mouvements de rebondissement pieds-mains ou pieds-pieds à grande vitesse (plus de 30KM/H de moyenne de vitesse de déplacement) et à très grande hauteur (plus de 4 m). Il enchaîne des figures acrobatiques qui lui permettent d'acquérir de la vitesse (tempo et flip, double salto) pour réaliser des acrobaties de très haut niveau en 8e et dernier élément (double ou triple saut périlleux avec ou sans vrille). Une série de tumbling est notée par une série de juges qui évaluent le tumbleur selon la difficulté et l'exécution de l'exercice.

## Histoire
Ce sport a été discipline olympique aux Jeux de 1932 (à Los Angeles) mais n'a plus figuré, depuis, au programme des Jeux. Il réapparait néanmoins en 1986 aux États-Unis lors des championnats nationaux. 
Le premier champion du monde français est Pascal Éouzan (1988 et 1990). Chrystel Robert prend alors la relève (1990, 1992, 1994, 1996) et reste la gymnaste française la plus titrée actuellement. 
C'est à l'initiative d'Albert Moris, président d'un club de gymnastique de Paris (ASPLXX) que le tumbling va se développer à Paris en 1981. Cette discipline était déjà pratiquée à Évian sous la responsabilité de Maurice Mallet.
À Paris, M. Moris va créer le premier centre régional de sports acrobatiques au sein de son club en 1982. Ce dernier sera très vite acheminé vers l'INSEP en 1984, avant de déménager à Rennes. L'entraîneur national est alors Eric Beck.

## La piste de Tumbling
La piste de tumbling mesurait trente mètres de long à ses débuts, et sa conception a changé selon les périodes : elle a été faite en bois ou en skaï, et même en ressorts. De nos jours, elle est composée de rondins en fibre de verre, posés les uns et les autres sur un cadre métallique, sur lesquels est posée une mousse à forte densité de 10 cm d’épaisseur environ, et une moquette. Ses dimensions sont de 25 mètres de long pour 1,70 à deux mètres de large. Elle est précédée d’une piste d’élan de dix à onze mètres de long, qui est fréquemment en bois, ou utilisée comme prolongement de la piste. Celle-ci est terminée par une aire de réception mesurant six mètres de long et trois mètres de large, laissant toutefois place à une zone de réception de 4 × 2 m pour les gymnastes.
Il existe des variantes de piste de tumbling telles que la piste de fast track et la piste gonflable.

## Liste des figures
|                       | Figures                      | Description | Commentaires |
| --------------------- | ---------------------------- | --- | ------------ |
| Figure de départ      | Roue                         | |              |
| Figure de départ      | Rondade                      | |              |
| Figure de départ      | Barani                       | Rotation avant avec 1/2 vrille                                                                                    |              |
| Figure de liaison     | Flip                         | |              |
| Figure de liaison     | Tempo                        | |              |
| Saut-périlleux        | Vrille de liaison            | |              |
| Saut-périlleux        | Salto arrière groupé         | Rotation arrière en position groupée                                                                              |              |
| Saut-périlleux        | Salto arrière carpé          | Rotation arrière en position carpée                                                                               |              |
| Saut-périlleux        | Salto arrière tendu          | Rotation arrière en position tendue                                                                               |              |
| Saut-périlleux        | Demi vrille                  | Rotation arrière en position tendue avec 1/2 vrille                                                               |              |
| Saut-périlleux        | Vrille                       | Rotation arrière en position tendue avec 1 vrille                                                                 |              |
| Saut-périlleux        | Double vrille                | Rotation arrière en position tendue avec 2 vrilles                                                                |              |
| Saut-périlleux        | Triple vrille                | Rotation arrière en position tendue avec 3 vrilles                                                                |              |
| Double saut-périlleux | Double salto arrière groupé  | Double rotation arrière en position groupée                                                                       |              |
| Double saut-périlleux | Double salto arrière carpé   | Double rotation arrière en position carpée                                                                        |              |
| Double saut-périlleux | Double salto arrière tendu   | Double rotation arrière en position tendue                                                                        |              |
| Double saut-périlleux | Full in back out groupé      | Double rotation arrière en position groupée avec une vrille dans la première rotation                             |              |
| Double saut-périlleux | Full in back out carpé       | Double rotation arrière en position carpée avec une vrille dans la première rotation                              |              |
| Double saut-périlleux | Full in back out tendu       | Double rotation arrière en position tendue avec une vrille dans la première rotation                              |              |
| Double saut-périlleux | Full in full out groupé      | Double rotation arrière en position groupée avec une vrille dans chaque rotation                                  |              |
| Double saut-périlleux | Full in full out lay (FIFOL) | Double rotation arrière en position tendue avec une vrille dans chaque rotation                                   |              |
| Double saut-périlleux | Miller                       | Double rotation arrière en position tendue avec 3 vrilles (2 dans la première et 1 dans la deuxième ou l'inverse) |              |
| Double saut-périlleux | Killer                       | Double rotation arrière en position tendue avec 4 vrilles                                                         |              |
| Double saut-périlleux | Eouzan                       | Double rotation arrière en position tendue avec les jambes écartées dans le sens de la longueur                   |              |
| Triple saut-périlleux | Triple salto arrière groupé  | Triple rotation arrière en position groupée                                                                       |              |
| Triple saut-périlleux | Triple salto arrière carpé   | Triple rotation arrière en position carpée                                                                        |              |
| Triple saut-périlleux | Triple salto arrière tendu   | Triple rotation arrière en position tendue                                                                        |              |
| Triple saut-périlleux | Full back back groupé        | Triple rotation arrière en position groupée avec une vrille dans la première rotation                             |              |
|                       | Full back back carpé         | Triple rotation arrière en position carpée avec une vrille dans la première rotation                              |              |